# Бордонос, Мария Григорьевна
Мари́я Григо́рьевна Бордоно́с (2 (15) апреля 1907, Киев, Российская империя — 29 декабря 1996, Киев, Украина) — советский, украинский генетик-селекционер.

## Биография
Родилась 2 (15) апреля 1907 в Киеве. В 1915 году поступила в подготовительный класс киевской женской гимназии; окончила учёбу в советское время. В 1931 году окончила Киевский институт народного образования имени М. П. Драгоманова с присвоением квалификации преподавателя агробиологических наук; училась у И. И. Шмальгаузена (история эволюции), Н. Г. Холодного (физиология растений), М. М. Воскобойникова (зоология позвоночных и сравнительная анатомия).
Работала учительницей в школе Чоповичей; с 1933 года — старший лаборант лаборатории генетики (руководитель — профессор Вячеслав Фабианович Савицкий) Украинского НИИ сахарной промышленности, изучала природу односемянности свеклы, с 1935 г. — младший научный сотрудник. В 1940 г. без отрыва от производства окончила двухлетние курсы медсестёр.
С августа 1941 по 1944 года работала в эвакогоспиталях со своим мужем, военным врачом; была активным донором.
С 1944 года — ст. н. с. селекционно-генетической лаборатории Всесоюзного НИИ сахарной свёклы. После августовской сессии ВАСХНИЛ (1948) была отстранена от работы. С 1950-х годов работала на должности старшего инспектора-методиста Главного управления сельскохозяйственной науки, старшего агронома по растениеводству Министерства сельского хозяйства УССР. С 1957 года — старший научный сотрудник по овощным культурам и картофелю отдела растениеводства Украинской академии сельскохозяйственных наук. С 1962 года — ст. н. с. лаборатории генетики и цитологии Всесоюзного НИИ сахарной свеклы.
В 1968 году вышла на пенсию.
Похоронена в Киеве на Лукьяновском кладбище.

### Семья
- отец — Григорий Митрофанович Бордонос, юрист.
- мать — Мария Игнатьевна Бордонос.
- муж — Григорий Анатольевич Ракочи.

## Научная деятельность
В 1946 году защитила кандидатскую диссертацию («Создание односемянной свеклы и выведение сортов с односемянными плодами»); в 1947 году утверждена в учёном звании старшего научного сотрудника по специальности «генетика».
Основные направления исследований:
- создание односемянной формы сахарной свеклы и её сортов;
- генетические особенности явления односемянности у сахарной свеклы, изменчивости и наследования различных полезных признаков.

В 1930-е годы изучила основные закономерности наследования признака односемянности и установила рецессивность этого признака. Выявила особенности исходного материала односемянной свеклы, определила эффективные пути создания продуктивных видов односемянной свеклы с закрепленным признаком односемянности.
Изучала наследование признака цитоплазматической мужской стерильности сахарной свеклы, лежащего в основе методов повышения продуктивности сахарной свеклы.
Автор 20 научных трудов.

### Избранные труды
- Бордонос М. Г. Пути создания односемянной свеклы // Селекция и семеноводство. — 1960. — № 6. — С. 40-45.

## Награды и отличия
- Почётный донор СССР (1945)
- Медаль участника Всесоюзной сельскохозяйственной выставки (1957)
- Ленинская премия (1960) — за создание новой формы и выведение сортов сахарной свёклы с односемянными плодами[1]